# John Cook Wilson
John Cook Wilson, född 6 juni 1849, död 1915, var en brittisk filosof.
Cook Wilson var från 1875 universitetslärare i Oxford, och från 1889 innehavare av Wykeham-professuren i logik där. Han var en av sin tids främsta kännare av Aristoteles och specialist på antik musik. Dessutom matematiker och logiker. Ursprungligen omfattade han Thomas Hill Greens kunskapsteoretiska idealism, men avlägsnade sig så småningom därifrån och utvecklade en rationalistisk realism. Cook Wilsons logiska föreläsningar har tillsammans med hans biografi, ett urval brev och opublicerade manuskript efter hans död utgetts av A.S.L. Farquharson (2 band, 1926).
Bland de som påverkats av hans föreläsningar märks George Stout, Harold Arthur Prichard, Horace W. B. Joseph samt teologen Clement Webb.